# Henry Bliss
Henry Evelyn Bliss (29 de enero de 1870-9 de agosto de 1955) fue un bibliotecario estadounidense, creador de la clasificación bibliográfica que lleva su nombre.

## Biografía
Henry Bliss nació en Nueva York (Estados Unidos) y estudió en la Universidad de la Ciudad de Nueva York, donde comenzó a trabajar como bibliotecario en 1891. Bliss participó en el debate sobre cómo organizar el conocimiento en bibliotecas con otros teóricos de la Biblioteconomía como Charles Ammi Cutter, y reformó los errores que poseía el sistema de clasificación de Melvil Dewey o el empleado por la Biblioteca del Congreso.
En 1902, diseñó un sistema de clasificación que empleó en la biblioteca donde trabajaba, pero que no lo difundió hasta 1910 que lo publicó de manera parcial en Library Journal. En 1935, publicó un resumen de su sistema bajo el título de A system of bibliographic classification, o también conocido por Clasificación Bibliográfica de Bliss o con las siglas BC. La obra completa constaba de 4 volúmenes, siendo el primero publicado en 1940 y el último en 1953.
Henry Bliss también publicó dos obras teóricas muy influyentes en organización del conocimiento:
- The organization of knowledge in the system of the science (1929), donde estudia la Filosofía de la Ciencia.
- The organization of knowledge in libraries (1934)

Trabajó toda su vida en la biblioteca de la universidad, donde llegó a catalogar más de 10.000 libros. Se jubiló en 1940 y murió en 1955.

## Clasificación Bibliográfica
La estructura de esta clasificación se basa en la ordenación de diferentes disciplinas, ordenadas por una gradación de lo simple a lo complejo, teniendo pues una gran flexibilidad para poder adaptarse a posteriores revisiones producidas por disciplinas nuevas surgidas del quehacer intelectual y científico. La obra constaba de 4 volúmenes con 45.000 entradas, además de una introducción, una introducción específica para las ciencias de la vida, 1 sinopsis breve y otra general, y los índices y tablas de la A a la Z.
El sistema clasificatorio tiene un enimente carácter pedagógico, contemplando las distintas disciplinas que la componen de una óptica filosófica, teórica, histórica y práctica, para dar cabida a la base teórica que la sustenta, la disciplina en sí misma, su historia y sus aplicaciones. Este carácter pedagógico y de gran adaptabilidad es perfecto para entornos académicos como bibliotecas universitarias.
Esta obra, más los puntos de vista teóricos de Bliss, han hecho de este autor y su clasificación, uno de los autores más influyentes en el ámbito anglosajón. Su clasificación ha sido editada con éxito en los años 60.